# Сант'Анђело (Терамо)
Сант'Анђело (итал. Sant'Angelo) је насеље у Италији у округу Терамо, региону Абруцо.
Према процени из 2011. у насељу је живело 114 становника. Насеље се налази на надморској висини од 214 м.